# 1-es makrorégió (Románia)

Az 1-es makrorégió régió elhelyezkedése Romániában

Az 1-es makrorégió (románul Macroregiunea Unu vagy Macroregiunea 1) egy NUTS 1-es szintű, statisztikai célú területi egység Románia északnyugati és középső részén. Nincs jogi személy jellege és közigazgatási hatáskörei. Két NUTS 2-es szintű fejlesztési régió alkotja: Északnyugat és Közép. Hozzávetőlegesen a történelmi Erdély és Partium területét fedi le, ebben a makrorégióban él a romániai magyarok többsége. 1998-ban hozták létre, Románia európai uniós csatlakozásának megkezdésekor. Időközben történtek javaslatok, próbálkozások Románia régióinak átszervezésére, de ezek eddig nem vezettek eredményre.

## Települések
Fontosabb városok: Kolozsvár, Brassó, Nagyvárad, Nagyszeben, Marosvásárhely, Nagybánya, Szatmárnémeti, Beszterce, Zilah, Sepsiszentgyörgy, Gyulafehérvár, Csíkszereda.